# Lac de Dobrodol
Le lac de Dobrodol (en serbe cyrillique : Језеро Добродол) est un lac de Serbie situé près du village de Šatrinci, dans la municipalité d'Irig et dans la province autonome de Voïvodine.

## Pêche
Le lac constitue une zone de pêche sportive gérée par l'association Šaran dont le siège est à Ruma ; les principales espèces pêchées sont la carpe et la perche.